# Jan Schaffrath
Jan Schaffrath (Berlín, 17 de setembre de 1971) va ser un ciclista alemany, professional des del 1997 al 2003. Un cop retirat ha dirigit diferents equips.
Va destacar com a gregari, especialment al costat de Jan Ullrich i Erik Zabel.

## Palmarès
- 1993
  -  Campió d'Alemanya en contrarellotge per equips
  - 1r a la Rund um Berlin
- 1994
  -  Campió del món militar en ruta
  - Vencedor de 2 etapes de la Volta a Renània-Palatinat
- 1996
  -  Campió del món militar en ruta
  - Vencedor d'una etapa de la Volta a la Baixa Saxònia
  - 1r a la Volta a Nuremberg

### Resultats al Tour de França
- 1999. 136è de la classificació general

### Resultats a la Volta a Espanya
- 2001. 113è de la classificació general
- 2002. 89è de la classificació general
- 2003. Abandona (4a etapa)

### Resultats al Giro d'Itàlia
- 2002. 122è de la classificació general
- 2005. 56è de la classificació general